# Peoria Koshiba
Peoria Koshiba (* 27. Juni 1979 in Ngerbeched) ist eine ehemalige palauische Sprinterin. Auch ihre Tochter Sydney Francisco ist als Sprinterin aktiv.

## Biografie
Peoria Koshiba startete bei den Leichtathletik-Weltmeisterschaften 1997 über 100 m und belegte den 56. Platz. Bei den Olympischen Spielen 2000 in Sydney belegte sie über die gleiche Distanz den 68. Rang. Bei den Weltmeisterschaften im Folgejahr konnte sie sich auf Rang 53 verbessern. Koshiba konnte bei den Mikronesienspiele 1998 und 2006 insgesamt fünf Goldmedaillen gewinnen. Bei den Olympischen Spielen 2008 in Peking startete sie im 100-Meter-Lauf, schied jedoch mit einer Zeit von 13,18 Sekunden als letzte in ihrem Vorlauf aus.
Nach ihrer Karriere arbeitete sie in der Geschäftsstelle der Palau Track and Field Association und trainierte Nachwuchsathleten des Landes.